# Чёртово (озеро, Ямало-Ненецкий автономный округ)
Чёртово (также Чортово) — озеро в Красноселькупском районе Ямало-ненецкого автономного округа, в 55 км запад-северо-западу от села Толька. Находится на юге Тазовско-Пурской низменности.
Озеро представляет собой целую серию водоёмов, вытянувшихся в широтном направлении и разделённых узкими проливами или широкими протоками. Каждая из частей имеет и местное, селькупское название (с запада на восток): Порпоипытыльто, Маркыльоккылто, Чёсысокыльто, Ираткыльоккылто, Вэркыто.   Площадь озера — 111 км². Водосборная площадь — 5170 км² Общая длина озера равна приблизительно 47 километрам, максимальная ширина в восточной части составляет 6,6 километра. Расположено на высоте 33 метра над уровнем моря. Берега низменные, заболоченные, местами поросшие елью и кедром.
В озеро впадают реки Чебаккы, Мотылькы, Ираткы, Кытылькы, Канылькы, Марылькы, Точипылькы, а также несколько ручьёв. На юго-востоке вытекает река (протока) Кыпа-Тононги, впадающая в Тольку и относящаяся к бассейну Карского моря.
Озеро является традиционным священным местом для коренного народа региона, селькупов. Легенда гласит, что озеро настолько глубокое, что у него нет дна.
В озере обитает ценная порода рыб — тугун (Coregonus tugun).